# Фармінгтон (Делавер)
Фармінгтон (англ. Farmington) — місто (англ. town) в окрузі Кент штату Делавер США. Населення — 92 особи (2020).

## Географія
Фармінгтон розташований за координатами 38°52′12″ пн. ш. 75°34′45″ зх. д. / 38.87000° пн. ш. 75.57917° зх. д. (38.869955, -75.579292).  За даними Бюро перепису населення США в 2010 році місто мало площу 0,21 км², уся площа — суходіл. В 2017 році площа становила 0,19 км², уся площа — суходіл.

## Демографія
Згідно з переписом 2010 року, у місті мешкало 110 осіб у 41 домогосподарстві у складі 34 родин. Густота населення становила 521 особа/км².  Було 45 помешкань (213/км²).
Расовий склад населення:
| - 100,0 % — білих - 0,0 % — осіб інших рас |

Частка іспаномовних становила 0,0 % від усіх жителів.
За віковим діапазоном населення розподілялося таким чином: 18,2 % — особи молодші 18 років, 69,1 % — особи у віці 18—64 років, 12,7 % — особи у віці 65 років та старші. Медіана віку мешканця становила 42,5 року. На 100 осіб жіночої статі у місті припадало 107,5 чоловіків;  на 100 жінок у віці від 18 років та старших — 109,3 чоловіків також старших 18 років.
Середній дохід на одне домашнє господарство  становив 46 050 доларів США (медіана — 40 000), а середній дохід на одну сім'ю — 64 300 доларів (медіана — 55 500). За межею бідності перебувало 8,8 % осіб, у тому числі 0,0 % дітей у віці до 18 років та 0,0 % осіб у віці 65 років та старших.
Цивільне працевлаштоване населення становило 24 особи. Основні галузі зайнятості: публічна адміністрація — 29,2 %, виробництво — 16,7 %, сільське господарство, лісництво, риболовля — 12,5 %.